# Słyszeliście o Morganach?
Słyszeliście o Morganach? (ang. Did You Hear About the Morgans?) – amerykańska czarna komedia romantyczna z 2009 roku w reżyserii Marca Lawrence’a.

## Obsada
- Sarah Jessica Parker jako Meryl Morgan
- Hugh Grant jako Paul Morgan
- Mary Steenburgen jako Emma Wheeler
- Sam Elliott jako Clay Wheeler
- Elisabeth Moss jako Jackie Drake
- Michael Kelly jako Vincent
- Kim Shaw jako Kelly
- David Call jako Simmons
- Rob Yang jako Jake
- Mario D'Leon jako Marshall Hernandez
- Gracie Lawrence jako Lucy
- Steven Boyer jako Marshal Furman